# Gymnodinium
Gymnodinium is een geslacht van dinoflagellaten met ongeveer 250 soorten die voorkomen in zoet- en zeewater.

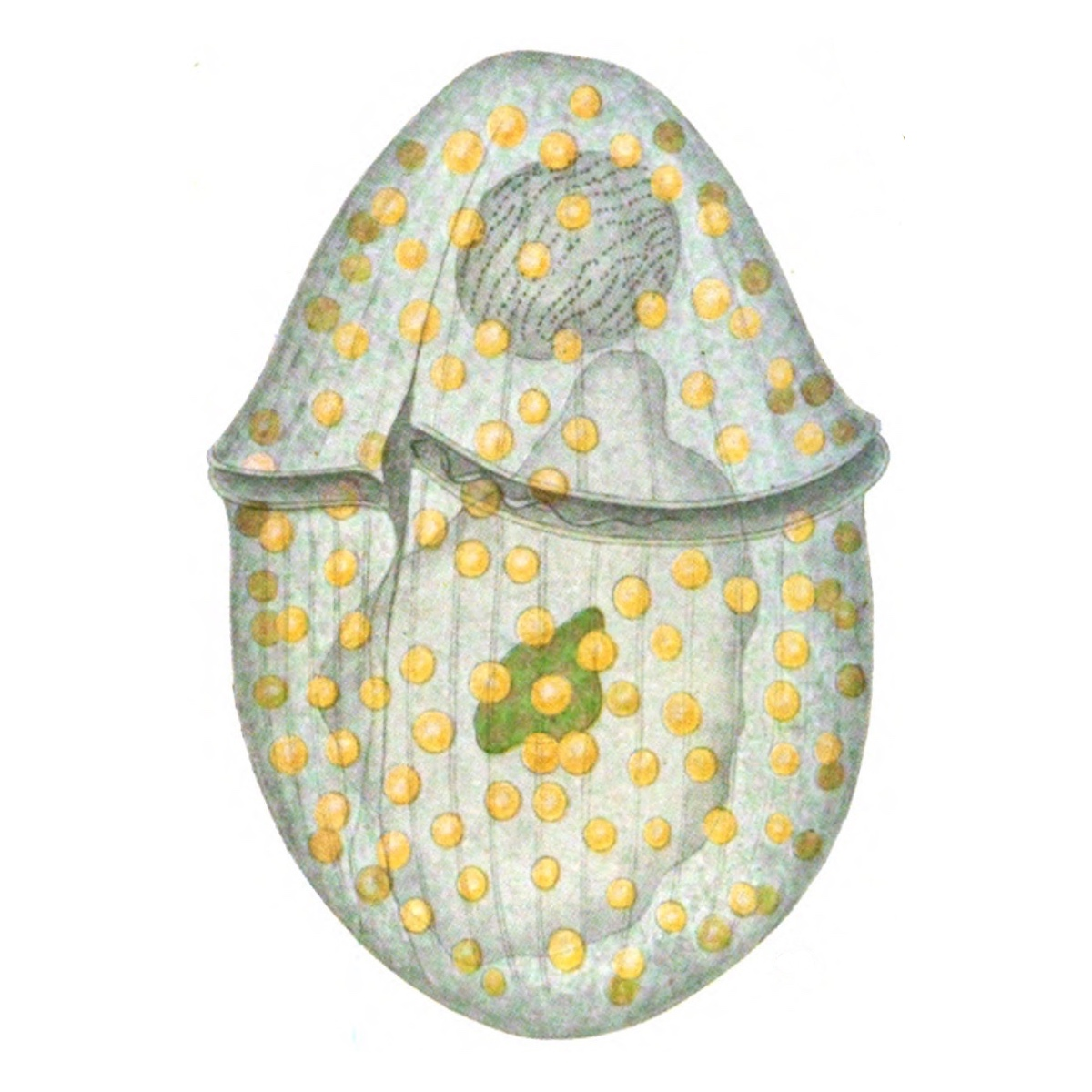
Gymnodinium agile sp

## Kenmerken
De vertegenwoordigers zijn eencellig. Ze hebben een longitudinale groef (sulcus) en een riemachtige uitgesproken dwarse groef (cingulum). Een gesel ontstaat in de longitudinale groef, deze is lang en reikt tot voorbij het einde van de cel. De tweede flagella ligt in de dwarse groef en laat het eencellige organisme rond zijn lengteas draaien en voeden. De dwarse groef verdeelt de cel in twee gelijke helften. Het geslacht mist de rijkelijk versierde celluloseplaten onder het celoppervlak, die kenmerkend zijn voor andere dinoflagellaten. Hier spreekt men van athecatische dinoflagellaten. In grote lijnen is de cel ongeveer ovaal of bolvormig. In de cel bevindt zich een grote kern en een aantal kleine en meestal bruine plastiden. De plastiden kunnen ook kleurloos zijn of een andere kleur hebben, afhankelijk van de soort. Sommige soorten hebben een oogvlek.
De cellen zijn 9 tot 120 micrometer lang. De soorten verschillen in de celgrootte, de grootteverhouding van de twee celhelften, de lengte van de longitudinale groef, de vorm en afvlakking van de cellen en de aanwezigheid, verspreiding en kleur van de plastiden.

## Voortplanting
Ongeslachtelijke voortplanting vindt plaats door opsplitsing in twee delen, door de vorming van zoösporen of door de vorming van dochtercellen zonder groeven of flagellen. Seksuele voortplanting vindt plaats door het samenvoegen van twee genetisch verschillende, maar morfologisch identieke geslachtscellen (isogamie). De aldus gevormde permanente zygote kiemt later met reductiedeling. Sommige soorten Gymnodinium vormen kettingachtige kolonies, zoals o.a. de soort G. impudicum. G. catenatum, een zeer giftige soort, is een van de kettingachtige soorten.

## Voorkoming
Gymnodinium komt in alle wateren voor. Van de meer dan 200 soorten worden er ongeveer 30 in zoet water aangetroffen. Je kunt een mixotroof eten. Vaak zijn er massale gebeurtenissen in de lente.